# دایم (سکه ایالات متحده آمریکا)

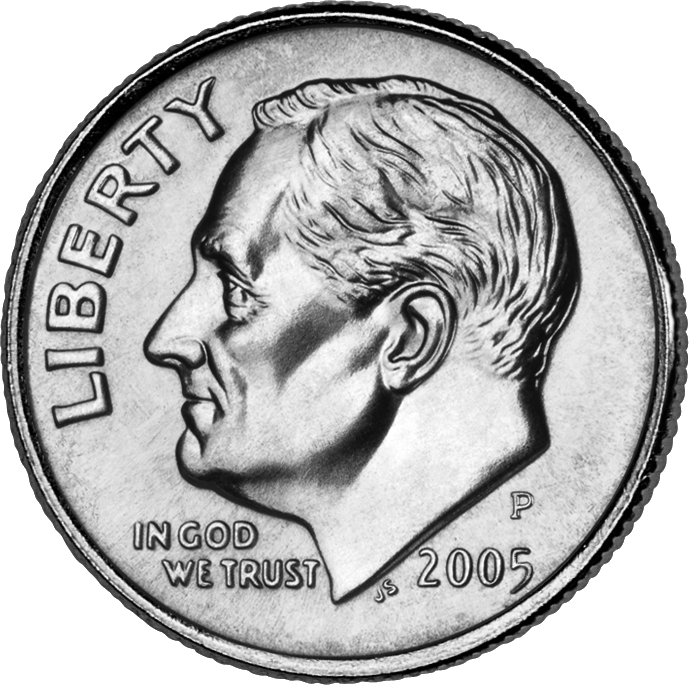
تصویر یک دایم

دایم(به انگلیسی: dime) سکه‌ای در ایالات متحده آمریکا است با ارزش ده سنت یا یک دهم دلار آمریکا. دایم کوچکترین و باریک‌ترین سکه در ایالات متحده است که هنوز در بازار کاربرد دارد.و شخصیت حکاکی شده در جلوی آن تصویر فرانکلین روزولت ۳۲مین رئیس‌جمهور ایالات متحده است.
نسبت فلزهای به کار رفته در آن ۹۱.۶۷ درصد نیکل و ۸.۳۳ درصد مس است.